# Křtiny
Křtiny är en köping i Tjeckien.   Den ligger i regionen Södra Mähren, i den östra delen av landet, 190 km sydost om huvudstaden Prag. Křtiny ligger 408 meter över havet och antalet invånare är 753.
Terrängen runt Křtiny är varierad. Runt Křtiny är det ganska tätbefolkat, med 111 invånare per kvadratkilometer. Närmaste större samhälle är Brno, 15,0 km sydväst om Křtiny. I omgivningarna runt Křtiny växer i huvudsak blandskog.